# Cenes de la Vega
Cenes de la Vega è un comune spagnolo di 7 085 abitanti situato nella comunità autonoma dell'Andalusia.

## Geografia fisica
Il comune è attraversato dal fiume Genil.